# Galerie du Jardin
La galerie du Jardin est une voie du 1er arrondissement de Paris, en France.

## Situation et accès
Elle est l'une des galeries sous arcades, située à l'intérieur du Palais-Royal, qui longe le côté sud de son jardin et la sépare de la galerie d'Orléans. Elle débute au péristyle de Valois et se termine au péristyle de Montpensier.

## Origine du nom
Elle porte ce nom en raison qu'elle conduit au jardin du Palais-Royal.

## Historique
Cette voie privée fait partie du Palais-Royal.